# Radučić
Radučić (serb. Радучић) – wieś w Chorwacji, w żupanii szybenicko-knińskiej, w gminie Ervenik. W 2011 roku liczyła 252 mieszkańców.